# Castel Goffredo
Castel Goffredo er en by og kommune i Lombardiet, i provinsen Mantova, i det nordlige Italien. I april 2013 var der i alt 12.416 indbyggere.

## Beliggenhed
Distrikter i kommunen er: Castiglione delle Stiviere, Medole, Ceresara, Casaloldo, Asola, Casalmoro, Acquafredda, Carpenedolo.